# (511850) 2015 FB336
(511850) 2015 FB336 es un asteroide perteneciente al cinturón de asteroides, región del sistema solar que se encuentra entre las órbitas de Marte y Júpiter.
Fue descubierto el 30 de marzo de 2015 por el equipo del telescopio Pan-STARRS desde el observatorio de Haleakala.

## Designación y nombre
Designado provisionalmente como 2015 FB336.

## Características orbitales
2015 FB336 está situado a una distancia media del Sol de 2,752 ua, pudiendo alejarse hasta 3,019 ua y acercarse hasta 2,485 ua. Su excentricidad es 0,097 y la inclinación orbital 16,157 grados. Emplea 1667,79 días en completar una órbita alrededor del Sol.
El próximo acercamiento a la órbita de júpiter ocurrirá el 1 de octubre de 2035.

## Características físicas
La magnitud absoluta de 2015 FB336 es 17,06.